# Портръш
Портръ̀ш (на английски: Portrush; на ирландски: Port Rois) е град в северната част на Северна Ирландия. Разположен е на брега на Атлантически океан в район Коулрейн на графство Антрим. Намира се на около 80 km северно от столицата Белфаст. Има малко пристанище и крайна жп гара, от която се пътува до Коулрейн. Пусната е в експлоатация на 4 декември 1855 г. Морски курорт. Населението му е 6442 жители, по данни от 2011 г.